# Сільвія Сейнт
Сі́львія Сейнт (англ. Silvia Saint), також Сайнт, справжнє ім'я — Сі́львія Томча́лова (чеськ. Sylvie Tomčalová), (нар. 12 лютого 1976, Кийов, Чехословаччина) — чеська порноакторка.

## Біографія
Вивчала менеджмент, після чого працювала менеджеркою готелю в місті Злін. 
1996 року фотографії Сільвії опубліковано в чеському виданні журналу Penthouse «Pet of the Year» і пізніше в американському.
Розмовляє трьома мовами: чеською, англійською та російською.

## Порноіндустрія
Наприкінці 90-х — початку 2000 року зустрічається з порноактором африканського походження Містером Маркусом (Mr. Marcus), з яким знялася в кількох порнофільмах.
Уперше сфільмувалася у Празі, для Private Media. Потім провела понад 3 роки на американській сцені. Основні напрямки: анальний, оральний секс, лесбійський секс.
Сайнт часто говорила, що любить фільмуватися оголеною більше, ніж зніматися в порнофільмах. Це була одна з причин, чому вона 2000 року покинула порноіндустрію. 19 березня 2001 Сейнт оголосила про вихід з порноіндустрії і переїхала до Праги. Деякий час разом зі своїм хлопцем з Чехії займається антикварним бізнесом. Після невеликої паузи знову почала фільмуватися в гламурних сольних та лесбі фотосесіях і порнофільмах, відмовляючись від будь-якого хардкору за участі чоловіків.
2006 року Сільвія Сейнт через суд відібрала у кіберсквоттера права на домен silviasaint.com і відкрила в ньому свій сайт.

## Нагороди
- 1996: Penthouse «Pet of the Year» in the Czech edition of the magazine[5]
- 1997: People's Choice Adult Award «Best Newcomer»[6]
- 1997: AVN Award «Best Tease Performance»[7]
- 1998: Penthouse Pet of the Month, October[8]
- 2000: Hot d'Or «Best Tease Performance»[9]
- 2000: Hot d'Or «Best European Supporting Actress» for Le Contrat des Anges[10]
- 2000: FICEB00 (Festival de Cinema Eròtic de Barcelona) «Ninfa Best Lesbian Scene» (with Nikki Anderson & Kate More)[9]
- 2004: FICEB04 «Ninfa Best Actress»[9]
- 2005: FICEB05 «Ninfa from the public» як найкраща порноакторка[11]
- 2007: Viv Thomas Babe of the Month, February 2007